# Montier-en-Der
Montier-en-Der korábbi község Franciaországban, Haute-Marne megyében. Lakosainak száma 1966 fő (2018. január 1.). Montier-en-Der Robert-Magny, Voillecomte, Frampas, Planrupt, Droyes, Puellemontier, Ceffonds és Thilleux községekkel határos.
2016. január 1-jén Robert-Magny korábbi községgel egyesült és az így létrejött La Porte du Der új község része lett.

## Népesség
A település népességének változása:
| Lakosok száma | 1808 | 2136 | 2144 | 2023 | 2019 | 2083 | 2072 | 2351 | 1963 | 1966 |
|               | 1962 | 1968 | 1975 | 1990 | 1999 | 2008 | 2013 | 2016 | 2017 | 2018 |